# Arnold de Gueldre
Arnold d'Egmont, né en 1410, mort le 23 février 1473, fut duc de Gueldre et comte de Zutphen de 1423 à 1465, puis de 1471 à 1473. Il était fils de Jean II (1385 † 1451), seigneur d'Egmont, et de Marie d'Arkel (1389 † 1415).

## Biographie
Le duc de Gueldre Renaud IV mourut en 1423, et son plus proche héritier était son petit-neveu Arnold d'Egmont. Comme il était encore mineur, ce fut son père qui exerça la régence, jusqu'en 1436 semble-t-il, bien que cette date paraisse tardive relativement à son âge. Arnold acquit le soutien de ses États en leur accordant des privilèges, et obtint l'appui de Philippe le Bon, duc de Bourgogne, dont il épousa une nièce.
Mais Arnold de Gueldre se brouilla en 1457 avec le duc à propos de l'élection de l'évêque d'Utrecht, et Philippe, avec l'appui des cités de Gueldre et d'Adolphe, le fils aîné d'Arnold, le renversa et le remplaça par Adolphe. Arnold fut alors emprisonné. Philippe le Bon mourut en 1467 et son fils Charles le Téméraire lui succéda, et ne voulut pas être allié à un ami des municipalités. Adolphe, après l'échec de négociations avec Charles, fut emprisonné et Arnold redevint duc.
Contre l'avis des villes, Arnold se laissa circonvenir par Charles et lui laissa le duché de Gueldre en viager, contre la somme de 300.000 florins rhénans. À la mort d'Arnold, Charles le Téméraire prit possession du duché de Gueldre.

## Mariage et enfants
Arnold de Gueldre a épousé à Clèves le 26 janvier 1430 Catherine de Clèves (1417 † 1479), fille d'Adolphe Ier, duc de Clèves et de Marie de Bourgogne (fille de Jean sans Peur), union dont sont issus :
- Marie (1432 † 1463), mariée en 1449 à Jacques II Stuart (1430 † 1460), roi d'Écosse
- Marguerite (1436 † 1486), mariée en 1454 à Frédéric Ier (1417 † 1480), comte palatin de Simmern
- Guillaume (1434 † jeune)
- Adolphe (1438 † 1477), duc de Gueldre
- Catherine[N 1] (1439 † 1496)

Il laissa également huit enfants illégitimes.